# Carlos Van den Driessche
Carlos Urbain Anna Stella Henri Van den Driessche (Bruselas, 31 de agosto de 1901-14 de mayo de 1972) fue un deportista belga que compitió en hockey sobre hielo y remo. Ganó una medalla de bronce en el Campeonato Europeo de Hockey sobre Hielo de 1924 y una medalla de bronce en el Campeonato Europeo de Remo de 1929.

## Palmarés internacional
| Campeonato Europeo | Campeonato Europeo | Campeonato Europeo | Campeonato Europeo |
| Año                | Lugar              | Medalla            | Competición        |
| ------------------ | ------------------ | ------------------ | ------------------ |
| 1924               | Milán (Italia)     | Medalla de bronce  | Torneo masculino   |

| Campeonato Europeo | Campeonato Europeo  | Campeonato Europeo | Campeonato Europeo |
| Año                | Lugar               | Medalla            | Prueba             |
| ------------------ | ------------------- | ------------------ | ------------------ |
| 1929               | Bydgoszcz (Polonia) | Medalla de bronce  | Doble scull        |